# فهرست فیلم‌های نیولاین سینما
لیست فیلم‌های نیو لاین سینما (انگلیسی: List of New Line Cinema films)

## دهه۲۰۱۰
| تاریخ انتشار   | عنوان                              | توضیحات |
| -------------- | ---------------------------------- | --- |
| ۱۲ فوریه ۲۰۱۰  | روز والنتاین (فیلم)                | نخستین فیلم ساخته شده با همکاری کمپانی برادران وارنر                                                                        |
| ۳۰ آوریل ۲۰۱۰  | کابوس در خیابان الم (فیلم ۲۰۱۰)    | ساخت با همکاری پلاتینوم دونس                                                                                                |
| ۲۷ مه ۲۰۱۰     | سکس و شهر ۲                        | با همکاری ویلیج رودشو پیکچرز و اچ‌بی‌او فیلمز                                                                                 |
| ۳ سپتامبر ۲۰۱۰ | رفتن به دوردست                     | |
| ۲۸ ژانویه ۲۰۱۱ | تشریفات مذهبی (فیلم ۲۰۱۱)          | ساخت با همکاری تریبکا پروداکشن                                                                                              |
| ۲۵ فوریه ۲۰۱۱  | گذرگاه (فیلم ۲۰۱۱)                 | ساخت با همکاری Condurum Entertainment                                                                                       |
| ۸ ژوئیه ۲۰۱۱   | رئیس‌های وحشتناک                    | ساخت با همکاری Rat Entertainment                                                                                            |
| ۱۲ اوت ۲۰۱۱    | مقصد نهایی ۵                       | ساخت با همکاری Practical Pictures و Zide/Perry Productions                                                                  |
| ۴ نوامبر ۲۰۱۱  | A Very Harold & Kumar 3D Christmas | ساخت با همکاری Kingsgate Films و Mوate Pictures                                                                             |
| ۹ دسامبر ۲۰۱۱  | شب سال نو (فیلم ۲۰۱۱)              | ساخت با همکاری Wayne Rice Films و Karz Entertainment                                                                        |
| ۱۰ فوریه ۲۰۱۲  | سفر ۲: جزیره اسرارآمیز             | ساخت با همکاری والدن مدیا و Contrafilm                                                                                      |
| ۱۵ ژوئن ۲۰۱۲   | دوران راک (فیلم ۲۰۱۲)              | ساخت با همکاری Offspring Entertainment و توبی مگوایر                                                                        |
| ۱۴ دسامبر ۲۰۱۲ | هابیت: یک سفر غیرمنتظره            | ساخت با همکاری مترو گلدوین مایر و وینگنوت فیلمز                                                                             |
| ۱ مارس ۲۰۱۳    | جک غول‌کش (فیلم ۲۰۱۳)               | ساخت با همکاری لجندری پیکچرز، اوریجینال فیلم، دیوید دابکین (کارگردان) و بد هت هری پروداکشنز                                 |
| ۱۵ مارس ۲۰۱۳   | برت وانداستون باورنکردنی           | ساخت با همکاری Benderspink و Carousel Productions                                                                           |
| ۱۹ ژوئیه ۲۰۱۳  | احضار (فیلم ۲۰۱۳)                  | |
| ۹ اوت ۲۰۱۳     | ما میلرها هستیم                    | ساخت با همکاری Newman/Tooley Productions, Slap Happy Productions, Heyday Films, و Benderspink                               |
| ۱۳ دسامبر ۲۰۱۳ | هابیت: برهوت اسماگ                 | ساخت با همکاری مترو گلدوین مایر و وینگنوت فیلمز                                                                             |
| ۲۵ دسامبر ۲۰۱۳ | زندگی پنهان والتر میتی             | studio credit only; ساخت با همکاری فاکس قرن بیستم، Samuel Goldwyn Films, Red Hour Films, گور وربینسکی و TSG Entertainment   |
| ۲ ژوئیه ۲۰۱۴   | تمی (فیلم)                         | ساخت با همکاری Gary Sanchez Productions و On the Day Productions                                                            |
| ۸ اوت ۲۰۱۴     | به‌سوی طوفان                        | ساخت با همکاری ویلیج رودشو پیکچرز و Broken Road Productions                                                                 |
| ۲۲ اوت ۲۰۱۴    | اگر بمانم (فیلم)                   | ساخت با همکاری مترو گلدوین مایر                                                                                             |
| ۳ اکتبر ۲۰۱۴   | آنابل (فیلم ۲۰۱۴)                  | ساخت با همکاری Evergreen Media Group                                                                                        |
| ۱۴ نوامبر ۲۰۱۴ | احمق و احمق‌تر ۲                    | ساخت با همکاری یونیورسال استودیوز، Relativity Media, Red Granite Pictures, و Conundrum Entertainment                        |
| ۲۶ نوامبر ۲۰۱۴ | رئیس‌های وحشتناک ۲                  | ساخت با همکاری Rat Entertainment                                                                                            |
| ۱۷ دسامبر ۲۰۱۴ | هابیت: نبرد پنج سپاه               | ساخت با همکاری مترو گلدوین مایر و وینگنوت فیلمز                                                                             |
| ۸ مه ۲۰۱۵      | تعقیب آتشین                        | ساخت با همکاری مترو گلدوین مایر و Pacific Stوard                                                                            |
| ۲۹ مه ۲۰۱۵     | سن آندریاس (فیلم)                  | ساخت با همکاری Flynn Picture Company و ویلیج رودشو پیکچرز                                                                   |
| ۲۶ ژوئن ۲۰۱۵   | پسرخفاشی آغاز می‌کند                | ساخت با همکاری KTF Films |
| ۱۰ ژوئیه ۲۰۱۵  | The Gallows                        | co-production بلوم هاوس پروداکشن، Management 360, و Tremendum Pictures                                                      |
| ۲۹ ژوئیه ۲۰۱۵  | تعطیلات (فیلم ۲۰۱۵)                | ساخت با همکاری Big Kid Pictures                                                                                             |
| ۱۴ اوت ۲۰۱۵    | مستقیم بیرون کامپتن (فیلم ۲۰۱۵)    | ساخت با همکاری یونیورسال استودیوز، لجندری پیکچرز و Cubevision                                                               |
| ۲۵ نوامبر ۲۰۱۵ | کرید (فیلم)                        | ساخت با همکاری مترو گلدوین مایر و Chartoff-Winkler Productions                                                              |
| ۱۲ فوریه ۲۰۱۶  | چگونه مجرد باشیم                   | ساخت با همکاری Metro-Goldwyn-Mayer, Flower Films, و Wrigley Pictures                                                        |
| ۱۵ آوریل ۲۰۱۶  | آرایشگاه: اصلاح بعدی               | ساخت با همکاری مترو گلدوین مایر و Cubevision                                                                                |
| ۲۹ آوریل ۲۰۱۶  | کیانو (فیلم)                       | ساخت با همکاری The Sifi Company, Monkeypaw Productions و Principato-Young Entertainment                                     |
| ۳ ژوئن ۲۰۱۶    | من پیش از تو (فیلم)                | ساخت با همکاری مترو گلدوین مایر و Sunswept Entertainment                                                                    |
| ۱۰ ژوئن ۲۰۱۶   | احضار ۲                            | ساخت با همکاری The Safran Company                                                                                           |
| ۱۷ ژوئن ۲۰۱۶   | اطلاعات مرکزی (فیلم)               | U.S. distribution by وارنر برادرز. ساخت با همکاری Universal Pictures, Bluegrass Films, و Principato-Young Entertainment     |
| ۲۲ ژوئیه ۲۰۱۶  | در تاریکی (فیلم ۲۰۱۶)              | ساخت با همکاری Atomic Monster و Grey Matter Productions                                                                     |
| ۱۶ دسامبر ۲۰۱۶ | زیبایی موازی                       | ساخت با همکاری برادران وارنر، ویلیج رودشو پیکچرز، Anonymous Content, Overbrook Entertainment, PalmStar Media و لیکلی استوری |
| ۱۷ فوریه ۲۰۱۷  | Fist Fight                         | ساخت با همکاری ویلیج رودشو پیکچرز، 21 Laps Entertainment و Rickard Pictures                                                 |
| ۷ آوریل ۲۰۱۷   | Going in Style                     | ساخت با همکاری ویلیج رودشو پیکچرز و De Line Pictures                                                                        |